# Опричный двор

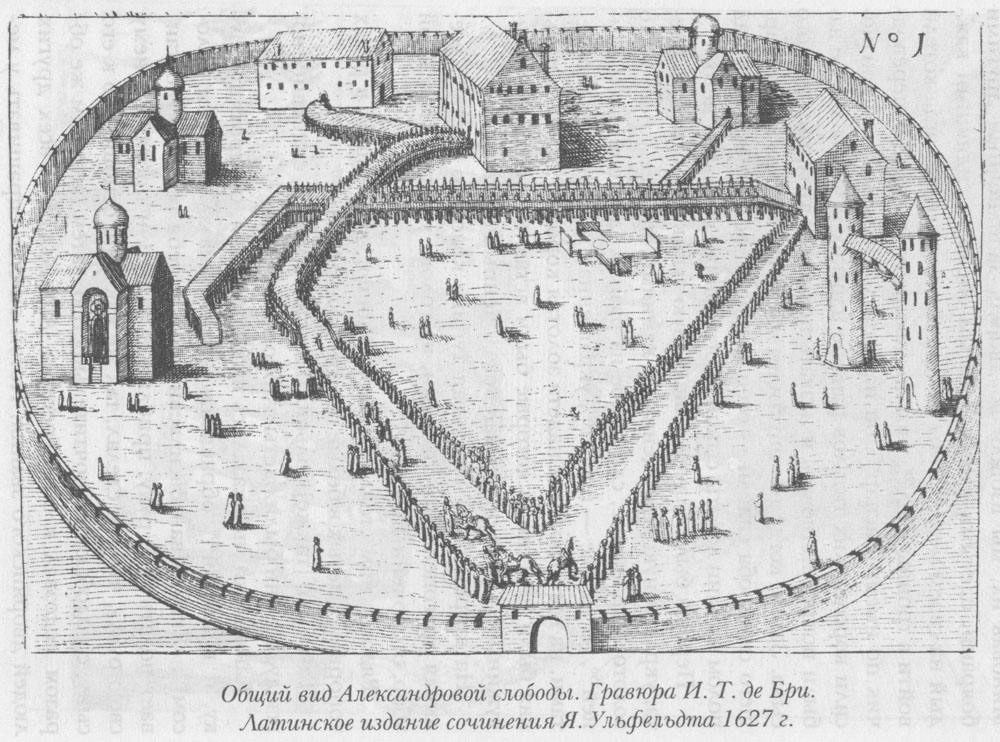
Александровская слобода

Опричный двор или Опричный замок — одна из резиденций царя Ивана IV Грозного, центр образованного им опричного удела.
Опричный двор был построен по приказу царя Ивана Грозного в 1565—1567 годах за рекой Неглинной, по которой в столице проходила граница между опричниной и земщиной. Он был наполовину каменный, занимал четырёхугольную площадь, окружённую стеной. По воспоминаниям современника, немца на русской службе Генриха Штадена, на месте будущего двора были снесены дома жившей там знати и мещан. В северной, восточной и южной частях во двор вели трое ворот. Внутри него находились два дворцовых здания, которые были соединены крытым переходом. За оградой двора располагались опричные приказы. В 1571 году Опричный двор сгорел во время набега на Москву крымского хана Девлет-Гирея. Его вновь отстроили в 1574—1575 годах. После смерти царя Ивана IV двор неоднократно перестраивался. В XVIII веке местность была застроена другими зданиями.
Генрих Штаден так вспоминал об Опричном дворе:
Великий князь приказал разломать дворы многих князей, бояр и торговых людей на запад от Кремля, на высоком месте в расстоянии ружейного выстрела; очистить четырехугольную площадь и обвести эту площадь стеной. На одну сажень от земли выложить её из тесаного камня, а еще на две сажени вверх из обожженных кирпичей ( в общей сложности — 6 м). На верху стены были сведены остроконечно, без крыши и бойниц; протянулись они приблизительно на 130 саженей (260 м) в длину и на столько же в ширину; с тремя воротами; одни выходили на восток, другие на юг, третьи на север…
Границы территории Опричного двора (между современными улицей Воздвиженкой, Романовым переулком, Большой Никитской улицей и Моховой улицей) были уточнены во время археологических наблюдений при строительстве метро в 1934 году. Во дворе старого здания Московского университета в застройке периода XVIII века сохранились две белокаменные палаты со столпами и кирпичными сводами из древнего большемерного кирпича, которые, предположительно, являются остатками Опричного двора.